# موسيقى الغاغوك
الغاغوك هو نوع من الموسيقى الصوتية الكورية للأصوات المختلطة للإناث والذكور.
تُعزَف المصاحبات والفواصل بواسطة فرقة صغيرة من آلات الموسيقى الكورية التقليدية.
أُدرجت في قائمة اليونسكو للتراث الثقافي اللامادي منذ عام 2010 وسُجّلت تراثًا ثقافيًا غير المادي في كوريا الجنوبية ‏ منذ عام 1969.

## روابط خارجية
- هذا الموقع يحتوي على صورة لتشكيلة الغاغوك.
- http://www.asianinfo.org/asianinfo/korea/perform/distinguishing_features_of_korea.htm
- كورالي روكويل: الغاغوك - نموذج صوتي كوري تقليدي